# Alkvetterns bruk

Alkvetterns bruk i Alkvettern, Storfors kommun i Värmland fick sina privilegier på stångjärnstillverkning år 1666. Under 1600- och 1700-talet var bruket, såsom många andra, uppdelat i övre och nedre anläggningar längs ett strömmande vattendrag. Namnet på bruket var under denna tid Övre och Nedre Lanfors.
År 1846 fick bruket tillstånd att uppföra en brännstålsugn med en räckhammare. Driften nedlades dock helt 1860. Övre Lanfors stångjärnshammare på Alkvetterns ägor vid Kedjeån privilegierades av bergsfogde Elias Linroth 24 oktober 1660 och Nedre Lanfors 2 december 1687. Den stängdes 1862.
Alkvetterns säteri var nedgånget vid Elias Larsson Linroths tillträde. Han skriver i sina anteckningar "Här var vid tillträdet varken tackjärn eller kol, utan måste allt på barbacka framforslas, så att hamrarna ingen dag stod, det nog många undrade på (Hamrarna var Lanfors öfre och nedre)". 1773 byggdes nytt kolhus vid Lanfors, och dammen byggdes också om. 1774-75 byggdes Lanfors nedre hammare om i sten och 1846 uppfördes nya verkstäder med Lancashiresmedja. En hammare med två härdar anlades 1687 och 1774 byggdes ett nytt kolhus. 1784-85 byggdes hammaren om och driften nedlades 1862. En bevarad byggnadsgrund är troligen en rest efter den kraftverksstation som enligt uppgift i bygden skall ha funnits i området. 
Produktionen var som högst åren 1849-51 med 520 ton/år. Lanforsens järnstämplar; Reg nr 1163, Av ålder H-st för stång och järnmanufaktur. (LEG.) Reg nr 1164, 18 16/5 54 H-st för stål. (LEG.F)  Reg nr 1165, 18 23/2 47 B-st för stångjärn. (LSH)